# François Duchatel

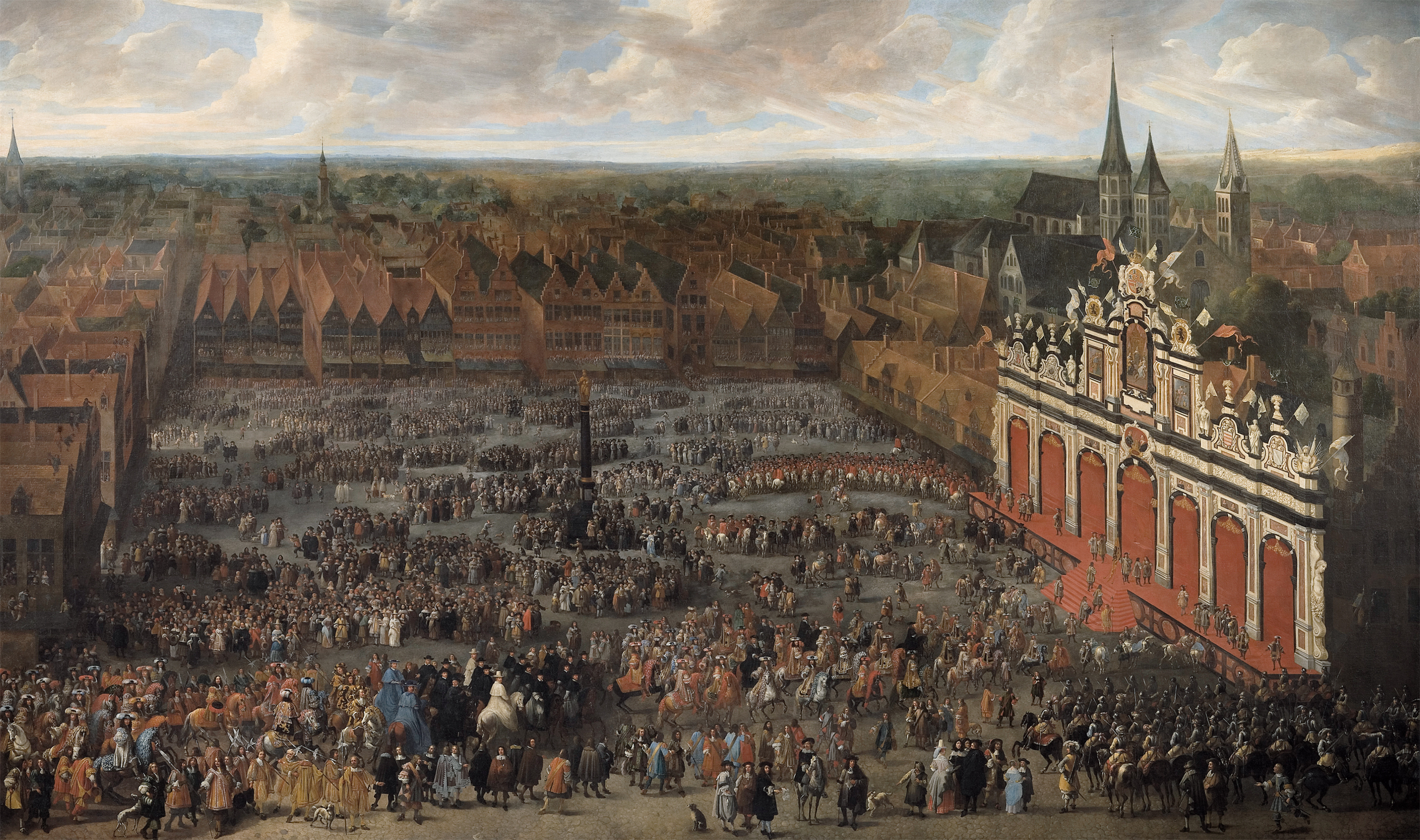
L'inauguration de Charles II, roi d'Espagne, en tant que comte de Flandre en 1666 à Gand.

François Duchatel ou du Chastel (né entre 1616 et 1625 ; mort entre 1679 et 1694) est un peintre flamand qui a travaillé à Bruxelles et peut-être aussi à Paris. Il est connu pour ses portraits, notamment d'enfants et de groupes, et ses peintures de genre, notamment de sujets paysans, d'intérieurs de tavernes et de scènes de garde. Il a également peint quelques grandes vues d'événements historiques et de scènes religieuses.

## Biographie
Sur son nom, il convient tout d'abord de noter que la graphie Duchatel, qui est une forme exclusivement française, est erronée et ne se rencontre chez nous que par accident. Le peintre lui-même signait invariablement Duchastel, et ses tableaux, ses gravures, ses quittances, en font foi.
On sait peu de choses sur sa vie, il est probablement né à Bruxelles entre 1616 et 1625, bien qu'un auteur le dise originaire du Hainaut où il serait né en 1615.
Certaines sources rapportent qu'il a d'abord servi dans la cavalerie, mais a laissé cette profession après avoir été témoin de la mort de son meilleur ami à ses côtés lors d'une bataille. Ce n'est qu'à l'âge de 27 ans qu'il choisit la carrière d'artiste. On croyait traditionnellement qu'il était l'élève de David Teniers le Jeune, probablement parce que ses peintures de fêtes de village montrent une certaine ressemblance avec les œuvres de ce maître. Il n'y a pas de documents qui corroborent un tel apprentissage. Il est également mentionné comme élève du peintre Gaspar de Crayer, natif d'Anvers qui s'était installé à Bruxelles au début du xviie siècle où il était devenu membre de la guilde locale de Saint-Luc en 1607. De Crayer était connu pour ses retables et portraits de la Contre-Réforme.

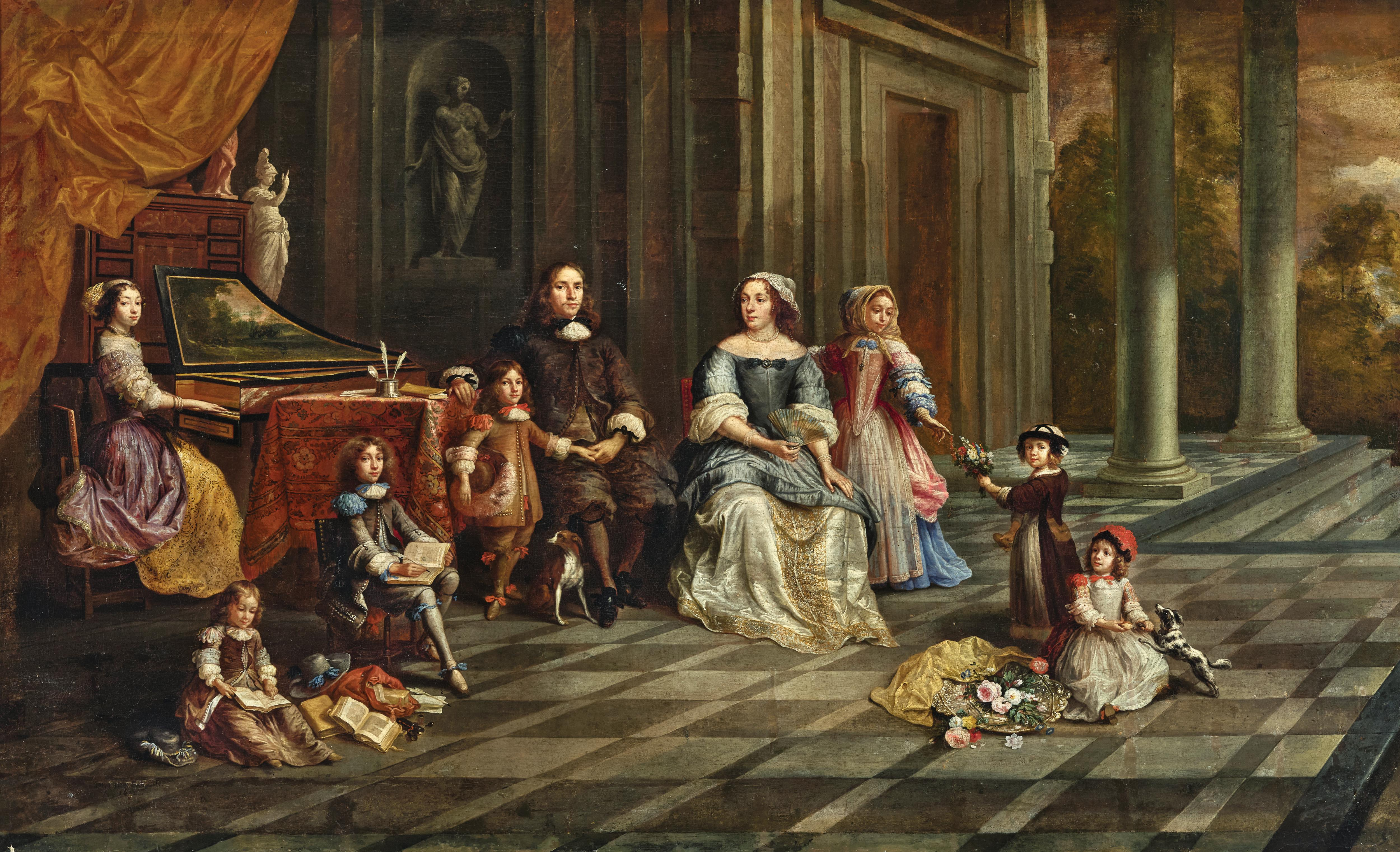
Portrait de la famille Janssens.

En 1649, à Bruxelles, à l'église Notre-Dame de la Chapelle, il épouse Jeanne Louys avec qui il aura sept enfants, nés à Bruxelles de 1650 à 1663.
Son fils aîné, Jean François, né en 1650, sera premier official au greffe des Etats de Brabant, et mourut en 1737 après avoir épousé sur le tard, à Bruxelles, à Saint-Géry en 1712, Christine Jacqueline Janssens, née à Bruxelles vers 1691, la fille de Victor Janssens, éminent peintre, et de Jacqueline van den Dycke. Un autre fils, Jacques, né en 1660, devint carme déchaussé en 1679 sous le nom de frère Victor de Saint-Jacques. Enfin, sauf sa fille Marie, née en 1652, artiste peintre, aucun de ses enfants ne devait pratiquer la peinture. Pour ces autres enfants, et à part leur acte de baptême, nous n'avons aucun renseignement. Sa fille aînée, Marie Duchatel (en), portraitiste et miniaturiste, mène une carrière internationale. Elle a épousé le peintre hollandais Eglon van der Neer. 
En janvier 1654, Gaspar de Crayer et Duchatel signent un contrat avec l'abbaye d'Averbode pour peindre La confession de foi de saint Norbert et des frères de son ordre la nuit de Noël 1120.
Certains auteurs affirment que Duchatel est allé à Paris où il a travaillé comme assistant du peintre de bataille flamand Adam Frans van der Meulen. Van der Meulen était un peintre de la cour et travaillait sous les ordres de Charles Le Brun sur divers projets de décoration royale ainsi que sur des dessins pour la Manufacture des Gobelins, l'atelier royal de tapisserie. Un certain nombre d'artistes flamands avaient été invités à Paris pour participer à ces projets. Il n'y a aucune preuve documentaire qui soutient la présence de Duchatel à Paris ou dans l'entourage de van der Meulen.
Parmi ses élèves figuraient John Baptist Medina (en), qui devint un portraitiste à succès en Écosse, et sa fille Marie Duchatel (en).
Pour son décès, l'on peut penser qu'il est mort à Bruxelles. Mais deux dates sont avancées, à savoir 1679 et 1694. Pour la date de 1679, la plus vraisemblable, un acte d'inhumation à Bruxelles, à l'église Notre-Dame de la Chapelle, mentionne à la date du 26 septembre 1679, Franciscus  du Chatel in de (...) in de Cellebroeders Straete (soit donc à la rue des Frères cellites, ou Alexiens). La date de 1694, avancée par un seul auteur, est invérifiable car les registres pour cette année-là sont perdus.

## Œuvre
L'œuvre connue de Duchatel est assez limitée. Très peu d'œuvres de l'artiste sont signées et seules quelques autres entièrement documentées. Les portraits de Duchatel sont régulièrement attribués à tort à d'autres portraitistes de son temps tels que Gillis van Tilborch, Charles Emmanuel Biset, Jacob van Oost et Gonzales Coques. Ses petits portraits de famille et ses conversations sont proches de ceux de Gonzales Coques, un artiste que l'on surnomme le « petit van Dyck » en raison de sa proximité artistique et de son émulation avec Antoine van Dyck.
Seuls trois tableaux sont signés de sa main : Sœur Juliana van Thulden sur son lit de mort, attribué à Philippe de Champaigne jusqu'à l'apparition de la signature (1654, Genève, Musée d'art et d'histoire), la Proclamation de Charles II d'Espagne comme comte de Flandre à Gand en 1666 (1668, Gand, Stadsmuseum), et le Portrait de la famille Janssens, daté de 1672 (collection particulière).

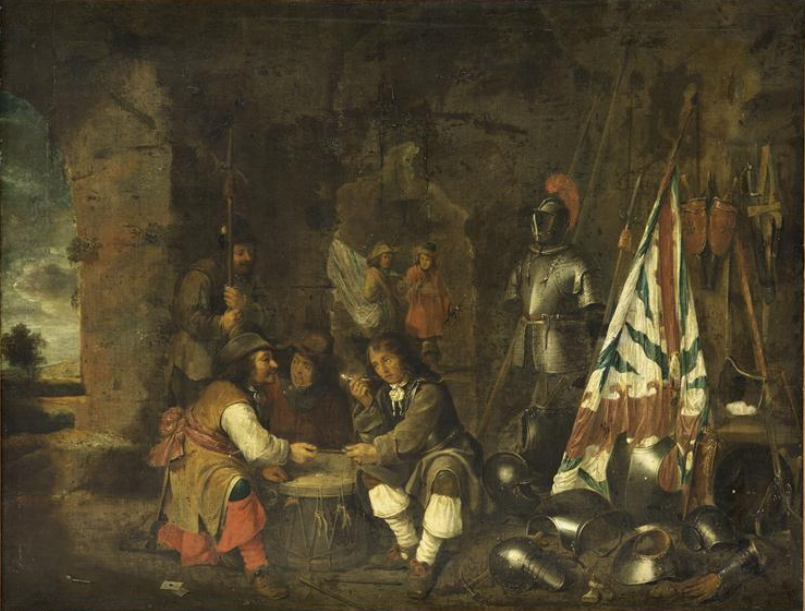
Salle de garde

Il peint des sujets de genre en vogue à son époque. Cela comprenait des scènes de salle de garde, c'est-à-dire des peintures représentant des officiers et des soldats en train de faire la fête dans un intérieur. Ces scènes incluaient souvent des mercenaires et des prostituées partageant le butin, harcelant des captifs ou se livrant à d'autres formes d'activités répréhensibles. Ce genre était populaire au milieu du xviie siècle, en particulier en République néerlandaise. En Flandre, il y avait aussi quelques praticiens du genre dont David Teniers le Jeune, Abraham Teniers, Anton Goubau, Cornelis Mahu (en) et Jan Baptist Tijssens le Jeune (en). La Salle des gardes de Duchatel au musée Jeanne d'Aboville représente une salle des gardes avec des soldats assis autour d'une table ronde jouant et fumant. Sur le côté droit de la pièce, il y a des pièces d'armure sur le sol, un étendard de guerre appuyé contre un mur et diverses épées suspendues à un mur. L'armure représentée sur les deux images était déjà obsolète au moment où elle a été peinte puisque les armures métalliques, les cuirasses et les casques sont tombés en désuétude à partir des années 1620. Il est possible que, conformément à l'intention moralisatrice du genre, l'armure soit une référence au motif de vanité de la fugacité du pouvoir et de la renommée.

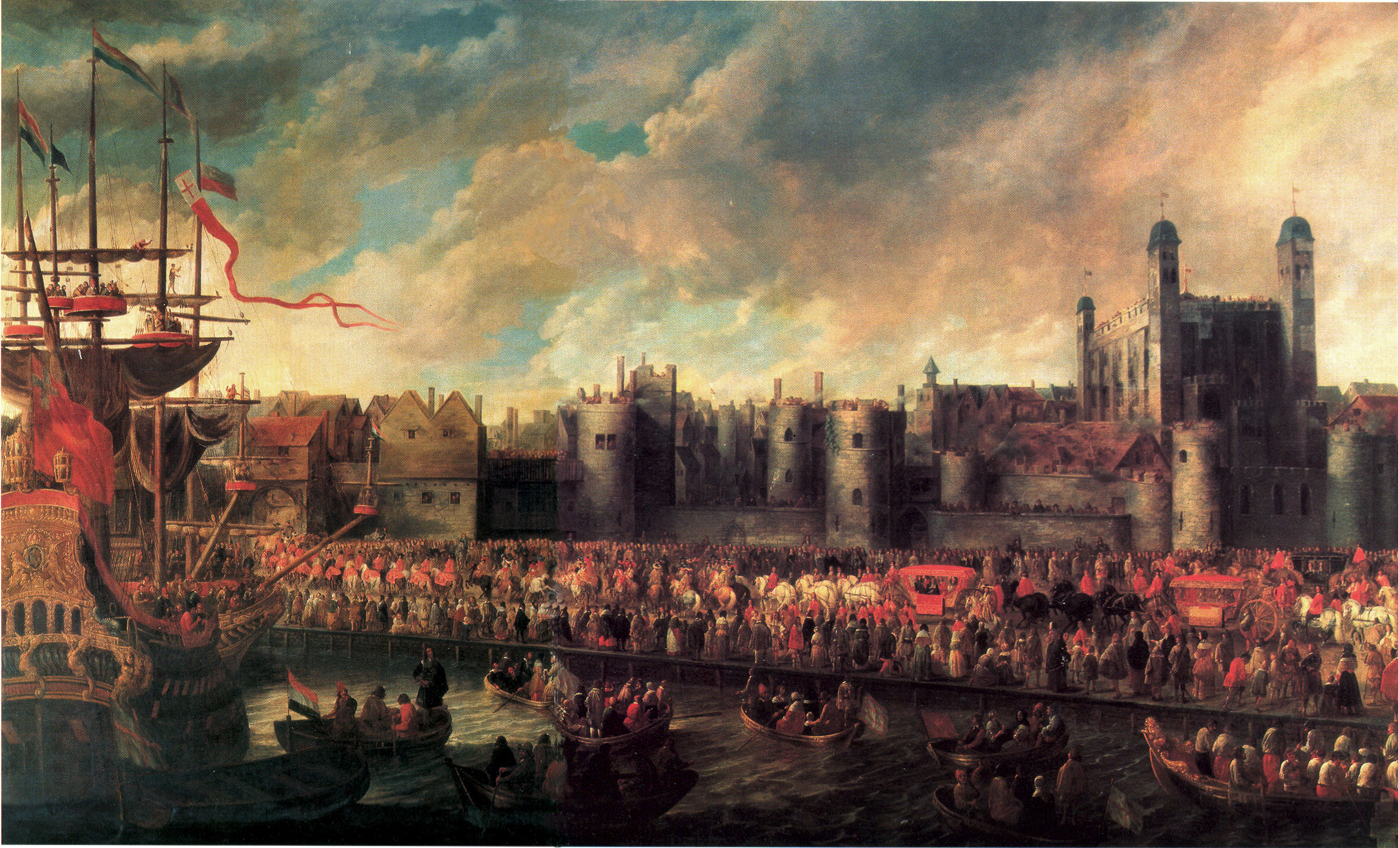
Entrée du Prince de Ligne à Londres, 1660

Certaines de ses œuvres les plus originales représentent des événements historiques importants sur de grandes toiles avec de nombreuses figures. Cela comprend L'Inauguration de Charles II, roi d'Espagne, en tant que comte de Flandre, en 1666 à Gand (Musée des Beaux-Arts, Gand). Il est daté de 1668. À peu près à la même époque, Lucas Vorsterman II a gravé une plaque d'après un dessin de Jacob van Werden (en) qui représente une scène et une composition très similaires. L'œuvre de Duchatel montre une vue du Vrijdagmarkt (place du Marché du vendredi) de Gand avec des foules de gens et de soldats. Une cavalcade avance de gauche à droite au premier plan. Elle est dirigée par le gouverneur général suivi d'un cortège d'aristocrates flamands, de magistrats et de haut clergé dans leurs vêtements colorés de l'époque. Beaucoup de personnages ont la tête tournée vers le spectateur et ont été peints comme de véritables portraits. Au centre, Duchatel a fait figurer un autoportrait tenant une feuille de papier sur laquelle sont inscrits son nom et la date 1668. Debout à sa droite se trouvent deux de ses amis artistes. À sa gauche se trouve un autre ami artiste à cheval et une autre personne debout qui est probablement l'architecte de la ville. Le travail montre sa capacité à représenter de grands groupes de personnes en mouvement. Duchatel a peint un certain nombre d'autres tableaux de grands événements officiels tels que L'entrée à Londres du Prince de Ligne en 1660 (Château de Belœil), qui montre une grande vue de l'arrivée du nouvel ambassadeur d'Espagne après la Restauration de Charles II d'Angleterre. L'ambassadeur d'Espagne, le prince de Ligne, embarque à la Tour de Londres. L'artiste croque la scène et sa secrétaire consigne les événements dans un journal. Liée à cette œuvre est la composition Charles II reçoit l'ambassadeur d'Espagne, Claude-Lamoral, prince de Ligne, en 1660, qui est également attribuée à Duchatel. Elle montre la cérémonie trois jours après l'arrivée de l'ambassadeur à Londres lorsqu'il présente ses lettres de créance à Charles II à Whitehall. L'ambassadeur porte une robe lourde de broderies. Les suivants de sa suite sont vêtus d'une livrée couleur flamme avec des passementeries jaunes et argentées et des chapeaux à plumes. Le roi Charles II se tient sur une estrade avec une chaise d'État rouge bordée d'or derrière lui pour recevoir l'ambassadeur et son jeune fils.
On sait qu'en 1676, il a peint le portrait du roi Charles II pour le Conseil de Brabant et d'après des gravures de reproduction de ses peintures, on sait qu'il a dépeint, entre autres, Francisco de Castel Rodrigo, gouverneur des Pays-Bas espagnols de 1664 à 1668, une peinture connue d'une gravure de Richard Collin dont il existe une version à l'huile avec de légères variations, peut-être autographe, au Museu Quinta das Cruzes (pt) à Funchal, Madère. Il a également été possible de documenter comme siennes des œuvres telles que la Parade des Chevaliers de l'Ordre de la Toison d'Or à la sortie du palais des Ducs de Brabant des Musées royaux des Beaux-Arts de Belgique et le Gentilhomme à cheval et en char devant une porte monumentale du Louvre,.